# 乔治娅·斯坦韦
乔治娅·斯坦韦（英語：Georgia Stanway，1999年1月3日—），英国女子足球运动员。她曾代表英格兰代表队参加2019年国际足联女子世界杯。她也曾参加2020年夏季奥林匹克运动会。